# Venditore ambulante (Bosch)
Il Venditore ambulante è un dipinto a olio su tavola (71x70,6 cm) di Hieronymus Bosch, databile al 1494 circa e conservato nel Museum Boijmans Van Beuningen di Rotterdam.

## Storia
Nel 1972 lo studioso Filedt Kok aveva ipotizzato, basandosi sulle straordinarie somiglianze nel disegno, che quattro opere di Bosch potessero far parte di un unico insieme: il Venditore ambulante, l'Allegoria dei piaceri, la Nave dei folli e la Morte di un avaro. L'ipotesi non riscosse successo, anche perché il primo pannello veniva datato a una fase più tarda degli altri, quella finale, per la presenza della figura monumentale in primo piano.
L'analisi dendrocronologica ha invece confermato, tempo dopo, che si trattava di una supposizione corretta, rilevando come il legno delle quattro opere fosse compatibile con un unico insieme, databile al 1494 circa. Prima di questi studi altri studiosi hanno invece datato l'opera tra il 1500 e il 1510.

## Descrizione e stile
Il trittico originale doveva essere composto dalla Nave dei folli a sinistra con l'Allegoria dei piaceri nella parte inferiore e la Morte di un avaro a destra. Ignota è la pala centrale, se esisteva (potrebbe anche essere stato un dittico), mentre il Venditore ambulante si doveva trovare sul retro dello sportello sinistro, tagliato nel senso della lunghezza per ricavarne due tavole.
Il Venditore ambulante ha la forma di un medaglione inserito in un ottagono scuro. Esso mostra uno personaggio maschile, dall'abbigliamento sgangherato, che, cappello da pellegrino e bastone alla mano, fa per allontanarsi da una casa di campagna, probabilmente una locanda a giudicare dalla presenza dell'insegna. Lì un cane gli ringhia contro e dalla porta si intravede una coppia in atteggiamento lascivo, mentre sul retro un uomo , scuro in volto e nel vestiario, sta orinando.
L'interpretazione del soggetto aveva dato spazio a varie ipotesi: dal Figliol prodigo (Tolnay e Larsen), al vagabondo come tema moralizzante (Sudeck), dal figlio di Saturno (Pigler, 1950) al "pellegrino che si fa largo nel mondo traditore" (Gibson). Venditore ambulante è infatti solo un titolo arbitrario, ormai divenuto comune per l'opera.
Dall'analisi congiunta con le altre tavole si desume però chiaramente un significato legato alla devotio moderna, come nel Trittico del carro di fieno: il pellegrino/eremita va incontro al cammino della salvezza allontanandosi dalla malvagità e dai vizi del mondo.